# هاريس إل. كيمبنر
هاريس إل. كيمبنر (بالإنجليزية: Harris L. Kempner)‏ هو شخصية أعمال أمريكي، ولد في 3 أكتوبر 1903، وتوفي في 1987.